# Karel Neffe (remero, 1985)
Karel Neffe (Praga, Checoslovaquia, 21 de febrero de 1985) es un deportista checo que compitió en remo. Es hijo del remero Karel Neffe.
Ganó una medalla de oro en el Campeonato Europeo de Remo de 2007, en la prueba de cuatro sin timonel. Participó en dos Juegos Olímpicos de Verano, ocupando el octavo lugar en Atenas 2004 y el quinto en Pekín 2008, en el cuatro sin timonel.

## Palmarés internacional
| Campeonato Europeo | Campeonato Europeo | Campeonato Europeo | Campeonato Europeo |
| Año                | Lugar              | Medalla            | Prueba             |
| ------------------ | ------------------ | ------------------ | ------------------ |
| 2007               | Poznań (Polonia)   | Medalla de oro     | Cuatro sin timonel |